# Schlitz
Schlitz är en stad i Vogelsbergkreis, förbundslandet Hessen, Tyskland. Befolkningen uppgår till cirka 10 000 invånare.